# Décès en 1089
Décès
- 1085
- 1086
- 1087
- 1088
- 1089
- 1090
- 1091
- 1092
- 1093

Cette page dresse une liste de personnalités mortes au cours de l'année 1089 :
- 8 mars : Khawâdjâ Abdallâh Ansârî, Juriste (faqīh), exégète, maître en hadīth, historien estimé et remarquable orateur, fervent hanbalite et poète.
- 20 avril : Dmitar Zvonimir, roi de Croatie et de Dalmatie.
- 28 mai : Lanfranc, également appelé Lanfranc du Bec, Lanfranc de Cantorbéry ou Lanfranc de Pavie, théologien et réformateur de l'Église d'Angleterre, nommé archevêque de Cantorbéry (saint de l'Église catholique).
- 31 mai : Sigwin von Are, archevêque de Cologne.
- 5 août : Renaud II de Nevers, comte de Nevers.
- 29 ou 30 septembre : Thibaud III de Blois, comte de Blois, Tours, Châteaudun, Chartres, Sancerre, Provins, Saint-Florentin, Château-Thierry et de Troyes, Meaux, Vitry.
- 22 décembre : Guillaume le Wallon (en), abbé bénédictin.

- Agnès de Poitiers, ou Agnès du Poitou ou Agnès d'Aquitaine, princesse franque du Poitou.
- Amaury II de Montfort, quatrième seigneur de Montfort l'Amaury.
- Donnchad mac Domnaill Remair, roi irlandais.
- Gourgen II de Lorri, roi ou curopalate de Lorri.
- Hugues VII de Dabo, comte conjoint d'Eguisheim et de Dabo.
- Jean II, patriarche de Kiev et de toute la Rus'.
- Mieszko Bolesławowic, prince de Cracovie.
- Ranulf de Briquessart, noble normand.

## Crédit d'auteurs
- Cet article est partiellement ou en totalité issu de l'article intitulé « 1089 » (voir la liste des auteurs).